# Latakija (pokrajina)
Pokrajina Latakia (ar. مُحافظة اللاذقية / ALA-LC: Muḥāfaẓat al-Lādhiqīyah) je jedna od 14 sirijskih pokrajina. Nalazi se na zapadu Sirije. Na sjeveru joj se nalazi turska pokrajina Hatay, na istoku sirijske pokrajine Idlib i Hama, za jugu pokrajina Tartus, dok se na zapadu nalazi Sredozemno more. Površina pokrajine, ovisno o izvoru, iznosi između 2.297 km² i 2.437 km². U pokrajini je, po procjeni iz 2011. (prije rata), živjelo 1.008.000 stanovnika. U pokrajini većinu čine alaviti, no u pojedinim regijama druge religije ili narodi čine većinu: Armenci (regija Kessab), Turkmeni (planine Jabal Turkman), te Kurdi (planine Jabal al-Akrad).

### Gradovi
Latakija je glavni grad pokrajine, a drugi veći gradovi su Al-Haffah, Ibn Hani, Jableh, Kessab, Manjila, Qaranjah, Qardaha i Salma.
Četiri grada koja su sjedišta okruga su:
| Grad      | Broj stanovnika (popis 2004.) |
| --------- | ----------------------------- |
| Latakija  | 383.786                       |
| Jableh    | 80.000                        |
| Qardaha   | 8.671                         |
| Al-Haffah | 4.298                         |

## Okruzi
Pokrajina je podijeljena u 4 okruga i 22 nahije (u zagradama je broj nahija u okrugu):
- Okrug Al-Haffah (5)
  - Nahija Al-Haffah
  - Nahija Slinfah
  - Nahija Ayn al-Tineh
  - Nahija Kinsabba
  - Nahija Muzayraa
- Okrug Jableh (6)
  - Nahija Jableh
  - Nahija Ayn al-Sharqiyah
  - Nahija Al-Qutailibiyah
  - Nahija Ayn Shiqaq
  - Nahija Daliyah
  - Nahija Beit Yashout
- Okrug Latakija (7)
  - Nahija Latakija
  - Nahija Al-Bahluliyah
  - Nahija Rabia
  - Nahija Ayn al-Baydah
  - Nahija Qastal Ma'af
  - Nahija Kessab
  - Nahija Hanadi
- Okrug Qardaha (4)
  - Nahija Qardaha
  - Nahija Harf al-Musaytirah
  - Nahija Al-Fakhurah
  - Nahija Jawbat Burghal

## Stanovništvo
Po religiji:
- alaviti: 63%
- suniti: 26%
- kršćani: 6%
- šijiti: 5%
- ismajlije: 0.2%

Po popisu iz 2004., u pokrajini je živjelo 879.550 stanovnika. Procjena UNOCHA iz 2011. govori o 1.008.000 stanovnika, no taj broj je vjerojatno značajno opao zbog rata i odlaska stanovništva u izbjeglištvo.